# 全快はつらつコメディ お笑いドクター24時!!
『全快はつらつコメディ お笑いドクター24時!!』（ぜんかいはつらつコメディ おわらいドクターにじゅうよじ）は、朝日放送（ABCテレビ）他で2010年4月4日から2011年4月3日まで放送されていたコント形式の公開バラエティ番組である。放送時間は毎週日曜日の12:00 - 12:55（日曜笑劇場枠。JST）。ハイビジョン制作、字幕放送を実施。主演は小籔千豊、藤井隆、たむらけんじ、木村祐一。

## 概要
大阪のとある場所にある、花月総合病院の待合室を舞台に、新人医師の小籔らが力を合わせ、病院を訪れる人々の悩みや問題を解決していく人情コメディ。9月19日放送分にてSeason I・花月総合病院編が終了となり、9月26日放送分からは、山あいの農村・はなさき村にある、はなさき診療所を舞台にしたSeason II・はなさき診療所編がスタートした。テレビ朝日でも月に1回、毎月最終土曜日に放送される。
レギュラー出演者は前番組『爆笑!ふれあいコメディ こちらかきくけ公園前』からの続投となる小籔・藤井・未知やすえ・池乃めだかに、準レギュラー出演していたたむらけんじが新たに加入したほか、山田花子が『あったか人情コメディ 湯けむりパラダイス!』以来となるレギュラー復帰を果たした。小籔は『かきくけ公園前』に続き、医師役を演じる。その他にもモンスターエンジン、アジアン、渡辺直美、浅香あき恵、エド・はるみと若手からベテラン陣まで幅広く起用されている。また木村は『松ちゃん浜ちゃんの純情通り3番地』以来、18年ぶりの日曜笑劇場枠出演となる。『なにわ人情コメディ 横丁へよ～こちょ!』以来出演していた未知は、本作が日曜笑劇場枠の最終出演作になった。
番組はなんばグランド花月で主に毎週木曜日の通常興行終了後に公開収録が行われる。番組スタートを記念して2010年4月収録分のみ観覧を募集。2010年5月収録分からはチケットよしもと・チケットぴあ・ローソンチケット・イープラスでチケットを販売する形式となるが、特別企画として番組で観覧チケットプレゼントも行われている。
なお、日曜笑劇場では本作品から地上アナログ放送では画角16:9のレターボックス放送に移行した。本編放送中は、番組冒頭の上下の黒帯部分に地上アナログ放送の終了告知と総務省地デジコールセンターの電話番号のテロップが表記される。
前番組『ANNニュース』の終了テロップ表示時に、5秒間本編の映像がジャンクションとして映されている｡

## 出演者
藤井隆、木村祐一、未知やすえ、浅香あき恵、山田花子、アジアン、渡辺直美、エド・はるみは出演しない回もある。
| 出演者                          | Season I・花月総合病院編 |
| 出演者                          | Season II・はなさき診療所編 |
| ------------------------------- | --- |
| 小籔千豊                        | 吉本医科大学を首席で卒業したエリートで、数々の手術を成功させてきた敏腕外科医。別の病院に勤務していた時に理事長から誘われ、その期待に応えるべく花月総合病院に赴任してきた。院内で人気を集めるが、実はかなりの毒舌家。たむらとは、第1話で彼の本性を目の当たりにして以来、犬猿の仲。毎回ゲストの悩みを解決するべく奔走する役回りを担っている。隅田と西森から告白されるが、隅田とカップルになりたくない為、西森を選ぶ。 |
| 小籔千豊                        | 父親に反発し、高等学校卒業後、はなさき村を出て大阪で医師をしていたが、父親の死により、はなさき診療所を継ぐ為に、15年ぶりにはなさき村に帰ってくる。藤井・たむらとは同級生。大学時代、安室奈美恵みたいな女性と交際するのが夢だった。大阪時代、美保とそっくりの細田幸子と付き合っていたが、幸子の二股が原因で別れている。当時のあだ名は「キモ田カッペ」。スキューバダイビングのインストラクターの免許を持っている。 |
| 藤井隆                          | 花月総合病院にある喫茶店「ナオール」のマスター。患者や関係者の良き相談相手である一方、噂話が大好きで、仕入れた情報を手帳にまとめている。大スクープを聞いてしまった時には、しゃべりたいけどしゃべれない気持ちを踊りながら歌ってしまうことがある。第3話ではこの噂好きな面が災いしてたむらに関する噂を流したために彼の恨みを買ってしまい、たむらの策略で「ナオール」を閉店させられそうになった。15年間、多少の体調不良でも店を開けていたが、第8話でブレンドに時間をかけた自慢の特製ハーブティーを完成させるべく、究極のハーブティーを探す旅に出ることを決意。店を花子に託して旅立った。その後、第22話にて帰国し、「飲めば願いがかなう」という伝説のハーブティーを持って病院へ戻ってきた。藤井はこれを「患者さんに勇気や希望を与える」目的で使おうとしたが、そのハーブティーを巡って医師達の間で争いが起こったためにこれにショックを受け、最終的にハーブティーを自ら飲んで願いを叶えることにより争いを収めた。花子に告白され、カップルとなる。 |
| 藤井隆                          | はなさき診療所の前にある「藤井食堂」の店主で、母親のあき恵と妻の直美の3人で店を切り盛りしている。直美とは一緒にダンスをするほどラブラブ。小籔・たむらとは同級生。 |
| たむらけんじ                    | 花月総合病院の外科医師。ナースたちに仕事以外の雑用を押し付け、不満を持たれている。当初は自分の後輩ができることを喜んでいたが、小籔の人気が高くなるにつれ、次期外科部長の座が危うくなったため、小籔を妬み、彼の評価を下げるべくあれこれ策をめぐらせるようになる。それ故、毎回ゲストの悩みを利用して小籔を貶める為のトラブルを起こす役回りを担っている。小籔に自分の本性を知られたこともあり、顔を合わせるたびに些細なことですぐ対立するが、未知とエドによると、研修医時代は真面目で素直な医師だったらしい。渡辺に告白され、カップルとなる。 |
| たむらけんじ                    | 農家の後継ぎで、はなさき村の青年団長。美保の兄。小籔・藤井とは同級生。最終回で小籔が夢を叶える為に沖縄の孤島の診療所に行くと誤解し、医者いらずとされる絶滅危惧種のぺんぺん草を採ったため、警察に追われる身となる。 |
| 木村祐一                        | 花月総合病院に長期入院している謎の患者。一つ病気が治るたびに新たな病気が発症するのを繰り返しながら入院し続けているとされており、現在は胃潰瘍となっている。経歴を知ろうとすると、不幸に見舞われることから、カルテが地下室に封印されるほどの花月総合病院のトップシークレットとなっている。入院中にネット株で100万円の借金を抱えてしまう。厳つい顔だが、心優しく気さくな性格。去り際にいつも料理のワンポイントメモやトリビアを披露する。また物語の核心となる伏線を直球で発言することもある。学生時代は手芸部に所属し、第4話から肌身離さず持ち歩いている、首かけ抱き枕「抱き兄」も自作した。エドに告白し、カップルとなると同時に退院した。 |
| 木村祐一                        | はなさき寺の和尚。時々うんちくを披露する。最終回で小籔が夢を叶える為に沖縄の孤島の診療所に行くと誤解し、4000万円する最新の医療機器を寄付したため、ウルグアイの炭鉱で465日間働くことになる。 |
| 池乃めだか                      | 花月総合病院の院長。かつては「伝説のスーパードクター」と呼ばれた医者だったらしい。あき恵にプロポーズして、結婚することになる。 |
| 池乃めだか                      | 「池乃旅館」の主人で、花子の父親。小籔・やすえの亡き父とは親友。甥は映画監督。 |
| 未知やすえ                      | 花月総合病院のナース長。事故で入院してきた患者と10年前に結婚。昔の病院を知る一人。 |
| 未知やすえ                      | 小籔の姉で、はなさき診療所のナース。 |
| 浅香あき恵                      | 花月総合病院の理事長。「チョベリグ」「ガンバルンバ」など懐かしの流行語を使っている。院長のめだかと仲がよく、彼と一緒に行動している場面が多い。そして、めだかにプロポーズされ、結婚することになる。 |
| 浅香あき恵                      | 藤井の母親で、息子夫婦と「藤井食堂」を切り盛りしている。恋愛結婚した夫は亡くなっている。 |
| 山田花子                        | 花月総合病院のナースで、たむらの担当。よく仕事をさぼって「ナオール」でマスターと話をしている。第8話で藤井が旅立った際、「ナオール」のマスター代理を任されることになるが、藤井が帰国してからも「ナオール」を手伝っている。実家から野菜を送ってもらい、病院の人たちにおすそ分けしている。藤井に告白して、カップルとなる。 |
| 山田花子                        | 「池乃旅館」の若女将で、めだかの娘。 |
| 西森洋一 （モンスターエンジン） | 花月総合病院の警備員。たむらと共謀して何らかの悪巧みを企てるが、彼自身のドジでよく窮地に追い込まれ、最後は小籔側に寝返ることもある、また話が進むに連れて、たむらをバカにしたり暴言を吐いたりすることが多くなり、たむらのギャグである「ちゃ〜」を適当にやることもある。実家は鉄工所で、跡を継ぎたくないため、院長をやっていると嘘をついていた（ただし母親には嘘がバレていた）。時々神様が降りてくる。小籔に告白し、両想いとなる。 |
| 西森洋一 （モンスターエンジン） | はなさき村の駐在さん。大林とは幼馴染で腐れ縁。 |
| 大林健二 （モンスターエンジン） | 花月総合病院のレントゲン技師。技術が高く、人柄の良さから患者からの評判も高い。そのスキルを買われ、千日前大学病院からヘッドハンティングされたが、自分が必要とされている花月総合病院に残ることを決め、その話を断った。元暴走族。笑福亭仁鶴のモノマネをすることがある。また、時々えびす顔の「西さん」の人格になることがある。馬場園のことが好きで告白し、両想いとなる。 |
| 大林健二 （モンスターエンジン） | はなさき診療所の事務員。西森とは幼馴染で腐れ縁。 |
| 馬場園梓 （アジアン）           | 花月総合病院のナース。隅田と同期で、エドの担当。大林のことが好きで告白されてカップルとなる。 |
| 馬場園梓 （アジアン）           | はなさき診療所のナース。高校時代は文芸部に所属。 |
| 隅田美保 （アジアン）           | 花月総合病院のナース。馬場園と同期で、小籔の担当。小籔にひと目ぼれするが、相手にされていない。占いが好き。小籔に告白するが、同時に告白した西森が選ばれ、振られる。 |
| 隅田美保 （アジアン）           | 農業手伝いで、たむらの妹。小籔に30年間片想いしている。 |
| 渡辺直美                        | 花月総合病院のナース。花子が藤井の代理で「ナオール」で働くようになったため、たむらの担当になる。ビヨンセが好きで、音楽が鳴るとつい踊り出し、仕事の合間に練習するほど。しかしダンスの機敏さとは逆に、仕事は不出来。実は小さい頃に母親を亡くしており、現在は父親・弟・妹の面倒を見ている。また退院した患者を気にかけ、メールのやりとりをするなど心優しい面を持つ。たむらに告白し、カップルとなる。 |
| 渡辺直美                        | 東京から嫁いできた藤井の妻で、「藤井食堂」を手伝っている。藤井と一緒にダンスをするほどラブラブ。 |
| エド・はるみ                    | 花月総合病院の産婦人科医。昔の病院を知る一人。医師になる前はマナー講師をしていた。大林のことが好きだったが、木村に告白され、カップルとなる。 |
| エド・はるみ                    | スナック「はるみ」のママ。会話の中にネガティブなキーワードが出ると、自身の暗い過去を振り返った上で「こんな私と遊ばない?」と誘う（ターゲットは主に大林）。 |

## スタッフ
- 作：大崎知仁、村上太、久馬歩（ザ・プラン9）、木村和彦、東野ひろあき、吉井三奈子、三栗雅子
- SW（スイッチャー）：世古章次・東野久記・吉岡利晃（関西東通）
- CAM（カメラマン）：東野久記・田原恒則・世古章次・杉本康弘・吉岡利晃（関西東通）、金原良之、西良美和、當房尚子、中谷祐喜、柳川竜一、林加奈子、河野直美、田中宏国、吉村昇、中西哲夫、杉本康弘
- MIX（ミキサー）：岸本信夫
- AUD：嶽下学・永田幸子・永井正和（関西東通）
- VTR：小西利明・伏見明修・箕輪憲二（関西東通）
- LD（ライティングディレクター）：中村和道、川又勇輔
- SE（音効）：田口雅敏（戯音工房）
- VE（ビデオエンジニア）：大森喜章（トラッシュ）
- EED（ビデオ編集)：上田重樹（トラッシュ）
- CG：三好和也（ちゅるんカンパニー）
- セットデザイン：野崎みどり
- 大道具：加藤正巌（つむら工芸）
- 小道具：ハヤミチャン（すくらんぶる）
- 衣裳：大槻忠之（大槻衣裳）
- 靴：浪原正人（浪原靴店）
- メイク：MORE
- 協力：関西東通、トラッシュ、ちゅるんカンパニー、戯音工房、アーチェリー、つむら工芸、浪原靴店、すくらんぶる、すきな、CLiCK!、ソニ企画
- 番組宣伝：阪本美鈴（ABC）
- 庶務：田村圭（ABC）
- FD(フロアディレクター)：金琴實・廣田弥生・小林真未子・松田真奈（よしもとクリエイティブ・エージェンシー）、元家建（ABC）、恒松由佳
- 演出：鈴木洋平・山下浩司（ABC）
- 監修：湊裕美子
- AP（アシスタントプロデューサー）：坂詰徹（よしもとクリエイティブ・エージェンシー）
- P（プロデューサー）：北畠秀昭（よしもとクリエイティブ・エージェンシー）、近藤真広（ABC）
- 制作協力：吉本興業
- 製作著作：ABC

### 過去のスタッフ
- 協力：大槻忠之、セグウェイ（第13話）
- 番組宣伝：川井真紀（ABC）
- 演出：山田敬文（ABC）
- P（プロデューサー）：井上淳（よしもとクリエイティブ・エージェンシー）

## サブタイトル
今作では話数は表示されておらず、テレビ朝日では実質的なセレクション版で放送されている。
| Season I・花月総合病院編    | Season I・花月総合病院編 | Season I・花月総合病院編 | Season I・花月総合病院編                   | Season I・花月総合病院編 | Season I・花月総合病院編                                                                      |
| 話数                        | 放送日（ABC）            | 放送日 （テレビ朝日）    | サブタイトル                               | 作                       | ゲスト                                                                                        |
| --------------------------- | ------------------------ | ------------------------ | ------------------------------------------ | ------------------------ | --------------------------------------------------------------------------------------------- |
| 第1話                       | 2010年4月4日             | 2010年4月24日            | エリート医師!? 小籔先生来る                | 大崎知仁                 | なし                                                                                          |
| 第2話                       | 2010年4月11日            |                          | 喧嘩は続くよ どこまでも!                   | 大崎知仁                 | すっちー                                                                                      |
| 第3話                       | 2010年4月18日            |                          | 喫茶ナオール 危機一髪                      | 村上太                   | 五十嵐サキ、浦川泰幸（ABCアナウンサー）、朝おき太、宮崎高章、吉田裕                           |
| 第4話                       | 2010年4月25日            |                          | ナースたちの憂鬱                           | 久馬歩                   | なし                                                                                          |
| 第5話                       | 2010年5月2日             |                          | 呪いのカルテ? 謎すぎる男・木村祐一         | 木村和彦                 | 佐藤太一郎、森田展義、清水けんじ                                                              |
| 第6話                       | 2010年5月9日             | 2010年5月29日            | 愛されてレントゲン                         | 東野ひろあき             | 吉田裕                                                                                        |
| 第7話                       | 2010年5月16日            |                          | 伝説のスーパードクター                     | 木村和彦                 | 市川義一・和田美枝（女と男）、森田展義、清水けんじ                                            |
| 第8話                       | 2010年5月23日            |                          | マスターはどこ行った!?                     | 東野ひろあき             | 市川義一・和田美枝（女と男）、 蔡勇（上海雑技団）、吉田裕、ウーイェイよしたか（スマイル）     |
| 第9話                       | 2010年5月30日            |                          | 愛しの直美ちゃん!?                         | 木村和彦                 | 福原歩                                                                                        |
| 第10話                      | 2010年6月6日             | 2010年6月26日            | 指輪はまだ来ない!?                         | 久馬歩                   | 内場勝則、五十嵐サキ                                                                          |
| 第11話                      | 2010年6月13日            |                          | 秘密取材にご用心!?                         | 東野ひろあき             | 浅越ゴエ（ザ・プラン9）、すっちー                                                             |
| 第12話                      | 2010年6月20日            |                          | 嘘も方便? 西森の一日院長                   | 大崎知仁                 | 若井みどり、清水けんじ                                                                        |
| 第13話                      | 2010年6月27日            |                          | 花子の夢が叶う日                           | 木村和彦                 | 安井まさじ、新名徹郎、金原早苗、伊賀健二、島田一の介、市川義一・和田美枝（女と男）            |
| 第14話                      | 2010年7月4日             |                          | 病室へ行こう!                              | 久馬歩                   | なるみ、山田與志・多田健二（COWCOW）                                                          |
| 第15話                      | 2010年7月11日            |                          | 隅田ナース 好き好き珍作戦!                 | 東野ひろあき             | 小出水・てつじ（シャンプーハット）、ぢゃいこ                                                  |
| 第16話                      | 2010年7月18日            | 2010年7月31日            | 仁義なき戦い!? 大林、涙の友情物語          | 大崎知仁                 | 川島明・田村裕（麒麟）、なかやまきんに君、青野敏行                                            |
| 第17話                      | 2010年7月25日            | 2010年9月5日             | サンダーマンがやって来た                   | 木村和彦                 | 平山昌雄、高橋靖子、森川航、岸岡康太、すっちー、吉田裕、市川義一・和田美枝（女と男）          |
| 第18話                      | 2010年8月8日             |                          | 深夜の病院は オバケがいっぱい!?            | 久馬歩                   | 高井俊彦（ランディーズ）、井上安世                                                            |
| 第19話                      | 2010年8月15日            |                          | 西森のスキスキ早希ちゃん!                  | 吉井三奈子               | 桜 稲垣早希、山内健司（かまいたち）                                                           |
| 第20話                      | 2010年8月22日            |                          | 隅田版プリティーウーマン                   | 木村和彦                 | 青野敏行、シルク、清水けんじ                                                                  |
| 第21話                      | 2010年8月29日            |                          | あき恵はヴィーナス?                        | 三栗雅子                 | 青野敏行、森田展義、吉田裕                                                                    |
| 第22話                      | 2010年9月5日             |                          | 願いが叶う 伝説のハーブティー!?            | 久馬歩                   | なし                                                                                          |
| 第23話                      | 2010年9月12日            |                          | 不幸を呼ぶお金?                            | 木村和彦                 | 若井みどり、水本健一・マコト（span!）、金原早苗、森田展義、佐藤太一郎、すっちー、新選組リアン |
| 第24話                      | 2010年9月19日            | 2010年9月25日            | ダイエット大作戦!?                         | 久馬歩                   | なし                                                                                          |
| Season II・はなさき診療所編 |                          |                          |                                            |                          |                                                                                               |
| 話数                        | 放送日（ABC）            | 放送日 （テレビ朝日）    | サブタイトル                               | 作                       | ゲスト                                                                                        |
| 第1話                       | 2010年9月26日            | 2010年10月23日           | 花咲く診療所へようこそ!                    | 三栗雅子                 | なし                                                                                          |
| 第2話                       | 2010年10月3日            |                          | 合コンに行きた～い!?                       | 三栗雅子                 | 井上安世、金原早苗、前田まみ、家門鈴乃、森田展義                                              |
| 第3話                       | 2010年10月10日           |                          | 夢よふたたび! ダンサー夫妻のスカウト騒動記 | 大崎知仁                 | おかけんた（おかけんた・ゆうた）                                                              |
| 第4話                       | 2010年10月17日           |                          | 不良来襲!農場体験ツアー                    | 吉井三奈子               | 岩部彰・西代洋（ミサイルマン）                                                                |
| 第5話                       | 2010年10月24日           |                          | 小籔の元カノは細田幸子                     | 木村和彦                 | 森はるか、佐藤太一郎                                                                          |
| 第6話                       | 2010年10月31日           | 2010年11月27日           | オモロー大統領がやって来た!!               | 久馬歩                   | 世界のナベアツ・山下しげのり（ジャリズム）、ケンドーコバヤシ                                  |
| 第7話                       | 2010年11月14日           | 2010年12月11日           | はなさき村埋蔵金伝説!                      | 三栗雅子                 | 亘健太郎・村上健志（フルーツポンチ）                                                          |
| 第8話                       | 2010年11月21日           |                          | やすえ、海外へ!?                           | 吉井三奈子               | 高井俊彦（ランディーズ）                                                                      |
| 第9話                       | 2010年11月28日           |                          | ゆるキャラの悲劇!?                         | 木村和彦                 | 五十嵐サキ、荒武凛香、森田展義、 佐藤太一郎                                                   |
| 第10話                      | 2010年12月12日           |                          | 次期村長は誰だ!? はなさき村選挙大騒動      | 大崎知仁                 | 青野敏行                                                                                      |
| 第11話                      | 2010年12月19日           |                          | 花子の恋のものがたり                       | 三栗雅子                 | 藤原時・田崎佑一（藤崎マーケット）                                                            |
| 第12話                      | 2010年12月26日           |                          | ピストルはどこへいった?                    | 久馬歩                   | 西澤裕介・津田篤宏（ダイアン）、五十嵐サキ                                                    |
| 第13話                      | 2011年1月9日             |                          | 給食費を盗んだのは誰だ!                    | 木村和彦                 | 土肥ポン太、HG・RG（レイザーラモン）、五十嵐サキ、佐藤太一郎、森田展義                        |
| 第14話                      | 2011年1月16日            | 2011年1月22日            | イケメン小説家の秘密!                      | 久馬歩                   | 安達健太郎・ボン溝黒（カナリア）                                                              |
| 第15話                      | 2011年1月23日            |                          | 愛しの西森君                               | 木村和彦                 | 池田一真・村上純（しずる）                                                                    |
| 第16話                      | 2011年1月30日            | 2011年2月26日            | 映画監督がやって来た!!                     | 吉井三奈子               | 博多華丸・博多大吉（博多華丸・大吉）                                                          |
| 第17話                      | 2011年2月6日             |                          | やすえに縁談?                              | 三栗雅子                 | 中川剛・中川礼二（中川家）                                                                    |
| 第18話                      | 2011年2月13日            |                          | 花子 母性が目覚める!?                      | 大崎知仁                 | 佐藤太一郎、井上安世、森田展義                                                                |
| 第19話                      | 2011年2月20日            |                          | 西森の受験戦争!?                           | 三栗雅子                 | 菅広文、宇治原史規（ロザン）、青野敏行、水木ケイ                                              |
| 第20話                      | 2011年2月27日            |                          | タランチュラ大騒動                         | 木村和彦                 | 島田一の介                                                                                    |
| 第21話                      | 2011年3月6日             | [ 10 ]                   | たむらの爺ちゃんが帰ってきた!              | 久馬歩                   | 間寛平                                                                                        |
| 第22話                      | 2011年3月20日            |                          | え?マジで?藤井の絶交宣言                   | 吉井三奈子               | 村本大輔・中川パラダイス（ウーマンラッシュアワー）                                            |
| 第23話                      | 2011年3月27日            |                          | タカシとナオミのオカシな関係               | 三栗雅子                 | 佐藤太一郎                                                                                    |
| 最終話                      | 2011年4月3日             |                          | さよならコトー（小籔）先生!?               | 木村和彦                 | 川田広樹（ガレッジセール）、水本健一・マコト（span!）                                         |

- ABCでの2010年8月1日の放送が休止となったのは、13時から全国高等学校野球選手権大阪大会決勝戦（履正社高等学校×大阪体育大学浪商高等学校）の中継が組まれていた関係で、本来この番組が放送される枠で『新婚さんいらっしゃい!』『パネルクイズ アタック25』の2番組を本来より55分前倒しして先行放送したため。この2番組はいずれもABC発全国ネットだが、この措置を取ったのはABCのみで、テレビ朝日をはじめとする残り23の系列局は通常時間帯で放送された。
- はなさき診療所編・第22話は、ABCでは2011年3月13日に放送予定だったが、3月11日に発生した東北地方太平洋沖地震の影響により当日の放送を休止し、3月20日に放送。第23話以降もそれぞれ1週放送が繰り下げられた。

## ネット局

### 現在のネット局
| 放送地域   | 放送局            | 系列              | 放送時間                 | 放送開始日    | 備考        |
| ---------- | ----------------- | ----------------- | ------------------------ | ------------- | ----------- |
| 近畿広域圏 | ABC               | テレビ朝日系列    | 日曜 12:00 - 12:55       | 2010年4月4日  | 制作局      |
| 関東広域圏 | テレビ朝日        | テレビ朝日系列    | 最終週土曜 16:00 - 16:55 | 2010年4月24日 |             |
| 山口県     | 山口朝日放送      | テレビ朝日系列    | 日曜 1:25 - 2:20         | 2010年4月16日 | 21日遅れ    |
| 石川県     | 北陸朝日放送      | テレビ朝日系列    | 土曜 10:30 - 11:30       | 2011年3月5日  | 167日遅れ   |
| 日本全国   | スカイ・A sports+ | CS（ABCグループ） | こちらを参照             | 2010年7月1日  | 約3ヵ月遅れ |

### 過去のネット局
- 広島ホームテレビ（2010年7月2日・9日、8月6日・13日）[16]